# Цереш, Драгош
Драгош Цереш (рум. Dragoș Cereș; род. 16 июля 2004) — молдавский шахматист, международный мастер (2022), чемпион Молдавии по шахматам (2022).

## Биография
Драгош Цереш неоднократно выигрывал юношеские чемпионаты Молдовы по шахматам в разных возрастных группах: до 10 лет(2014), до 14 лет (2018) и до 16 лет (2019). Представлял Молдавию на юношеских чемпионатах Европы по шахматам и на юношеских чемпионатов мира по шахматам в различных возрастных группах. В 2019 году занял 2-е место на чемпионате Европы по шахматам среди школьников в возрастной группе до 15 лет.
В 2022 году победил в чемпионате Молдовы по шахматам.
В августе 2023 года он занял третье место в открытом турнире «А» Рижского технического университета.
Представлял сборную Молдовы на Всемирных шахматных олимпиадах:
- В 2022 году на запасной доске в Шахматной Олимпиаде в Ченнаи (+5, =3, −1). Вместе с молдавской командой занял высокое 6-е место в общем зачете на этой Олимпиаде.[8].

За успехи в турнирах ФИДЕ присвоила Драгошу Церешу звание международного мастера (IM).

## Изменения рейтинга
| Графики недоступны из-за технических проблем. См. информацию на Фабрикаторе и на mediawiki.org. |